# Karl Löfström
Karl August Löfström, född den 24 oktober 1881 i Filipstad, död den 10 augusti 1964 i Stockholm, var en svensk hovintendent och författare.
Karl Löfström var son till bankkamrer C Löfström och August Köhler. Han tog studentexamen i Karlstad 1900 och 1902 blev han extra ordinarie tjänsteman vid Riksbanken i Stockholm. 1910 blev han ordinarie kontorsskrivare och 1921–43 var han revisor. Inom Kungliga hovstaterna fick Löfström 1935 hederstiteln hovkamrer och 1951 titeln hovintendent. Han var även kanslist vid Kungl. Maj:ts Orden.
Han skrev artiklar för många tidskrifter, bland annat Svenskt biografiskt lexikon, Svenska släktkalendern, Sankt Eriks årsbok, Personhistorisk tidskrift, Nordisk numismatisk årsskrift, Meddelanden från Armémuseum, Meddelanden från Livrustkammaren, Med hammare och fackla och Statsvetenskaplig tidskrift. I pressen var hans signatur K L-m.